# Selamet Ier Giray
Selamet Ier Giray (né vers 1556, mort en 1610) est un khan de Crimée ayant régné de 1608 à 1610.

## Origine
Selamet Giray est le dernier fils de Devlet Ier Giray. Il vivait à Constantinople où il était devenu le favori du capitan pacha Hafiz Ahmed.

## Règne
Ghazi II Giray avait obtenu du sultan Mourad III que son fils aîné Tokhtamish soit assuré de sa succession. À sa mort, les Tatars désignent donc Tokhtamych Giray comme khan et demandent à la Sublime Porte de confirmer cette élection. Malheureusement, le sultan Mourad était mort depuis 1595. Son second successeur, Ahmet Ier, ne se sent pas tenu par cet engagement et il laisse donc Hafiz Ahmed, le capitan pacha, nommer son protégé Selamet Giray comme khan, son frère Mehmed qalgha et son autre frère Shahin nûreddîn.
Selamet part par mer pour prendre possession du khanat pendant que son qalgha Mehmed marche contre Tokhtamish Giray et son frère Safer Giray, qui sont tués tous deux lors d'un combat.
En 1609, Mehmed et son frère Shahin doivent s'enfuir en Circassie après s'être révoltés contre leur frère et avoir été vaincus. Selamet Ier nomme alors Janibeg Giray comme qalgha et le frère de ce dernier, Devlet Giray, comme nûreddîn. Le khan meurt peu après en 1610 à l'âge de 54 ans, après seulement un an et quatre mois de règne.

## Postérité
- Mehmed IV Giray, qalgha de son père ;
- Shahin, nûreddîn de son père ;
- Azemet, nûreddîn de Janibeg Giray ;
- Bahadir Ier Giray ;
- Islam III Giray, qalgha de Behadur ;
- Safa Giray, nûreddîn de Behadur ;
- Mubarek Sultan Giray, père de Murad Giray ;
- Krim Petit Sultan Giray, père de Saadet III Giray.